# Linde (Wuppertal)
Linde ist eine Ortschaft der bergischen Großstadt Wuppertal in Nordrhein-Westfalen.

## Lage und Geografie
Linde liegt im Wohnquartier Erbschlö-Linde des Stadtbezirks Ronsdorf östlich des Ronsdorfer Zentrums. In unmittelbarer Nähe des Straßendorfs befinden sich die Ortslagen, Weiler und Höfe Jägerhaus, Marscheid, Trotzhaus, Kleinsporkert, Großsporkert, Kleinbeek und Werbsiepen. Zusammen mit diesen Außenlagen leben in Linde 695 Einwohner (Stand 2007).
Die Ortschaft liegt auf einer Höhe von etwa 300 m ü. NHN auf einem ansteigenden Bergrücken, der im Westen vom Blombach und im Osten vom Marscheider Bach begrenzt wird. Die überwiegende Bebauung von Linde erstreckt sich entlang der Straße Linde (Landesstraße 58, bis zum 1. Januar 2008 Bundesstraße 51) in Richtung Lüttringhausen.
Um die Ortschaft führen mehrere Wanderwege, insbesondere im als Naherholungsgebiet genutzten Staatsforst Marscheider Wald.

## Geschichte
Ursprünglich gehörte die Linde ebenso wie Ronsdorf als Ansiedlung in der Honschaft Erbschloe zum Kirchspiel Lüttringhausen.
Im März 1747 schenkten die Eheleute Johann Hilbertz in Linde ein Grundstück zum Bau einer Schule.
Auf der Topographischen Aufnahme der Rheinlande von 1824 ist ein Ort verzeichnet, auf der Preußischen Uraufnahme von 1843 als an der Linde.
1832 gehörte Linde zur Blombacher Rotte des ländlichen Außenbezirks der Stadt Ronsdorf. Der laut der Statistik und Topographie des Regierungsbezirks Düsseldorf als Einzelne Häuser kategorisierte Ort besaß zu dieser Zeit vier Wohnhäuser, vier landwirtschaftliche und ein öffentliches Gebäude, die Schule. Zu dieser Zeit lebten 35 Einwohner im Ort, elf katholischen und 24 evangelischen Glaubens. Im Gemeindelexikon für die Provinz Rheinland von 1888 werden neun Wohnhäuser mit 105 Einwohnern angegeben.
Linde lag an der Anfang des 19. Jahrhunderts neu gebauten Chaussee, die von Rittershausen über die Heckinghauser Zollbrücke und Lüttringhausen nach Lennep führte, die heutige Landesstraße 58 (ehemals Bundesstraße 51).

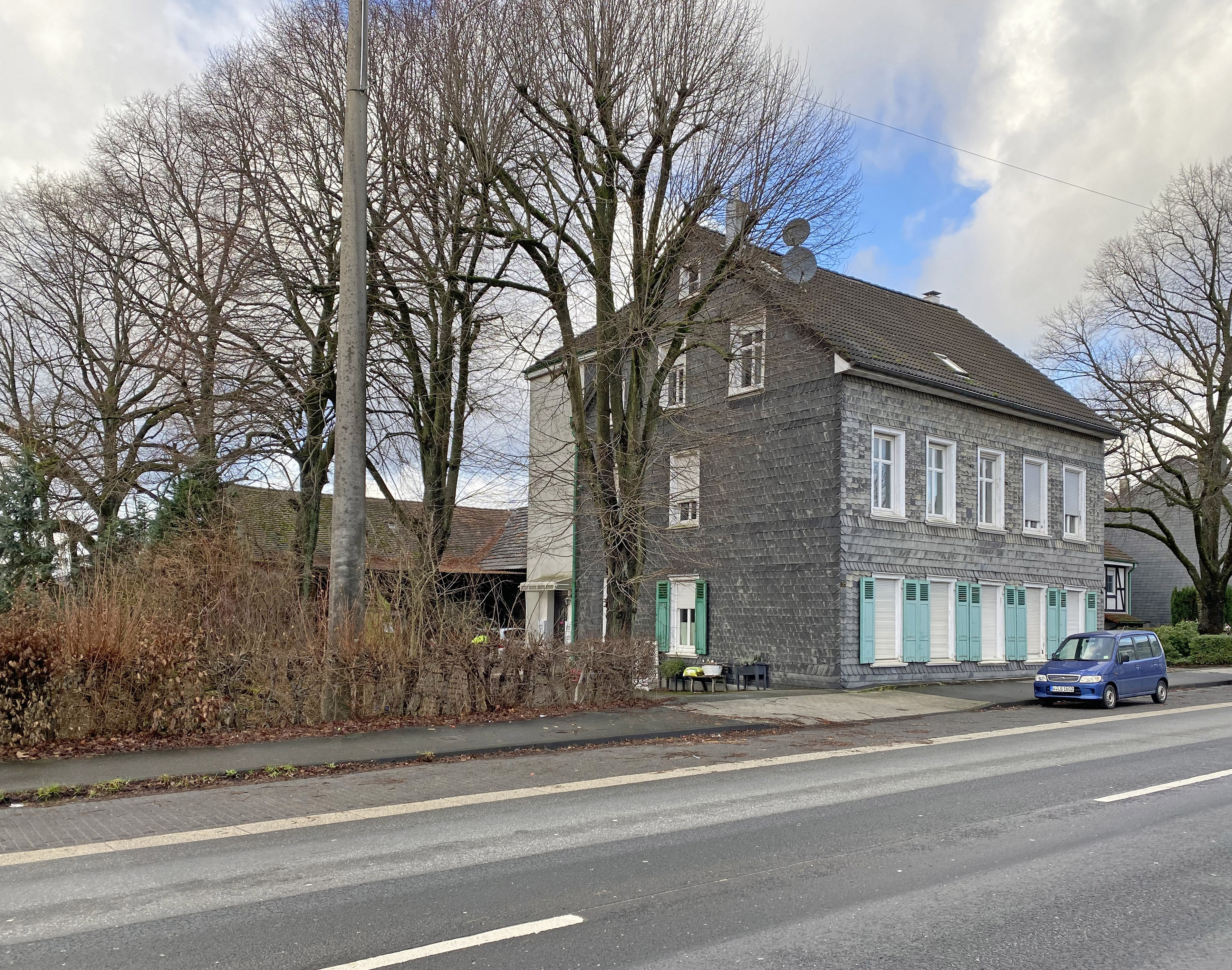
Linde 36 mit alten Begleitbäumen
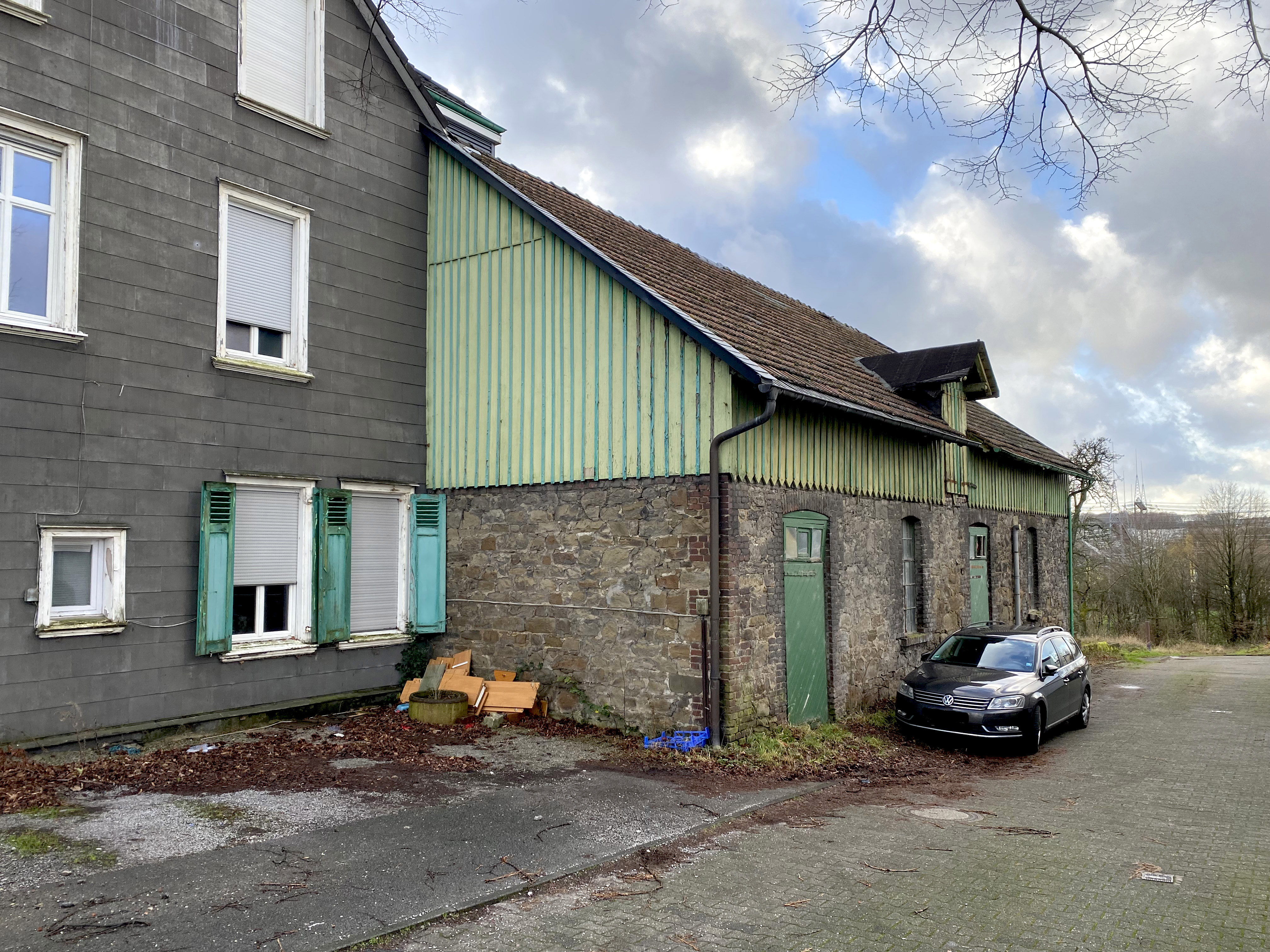
Linde 36 mit altem Bruchstein-Wirtschaftsgebäude
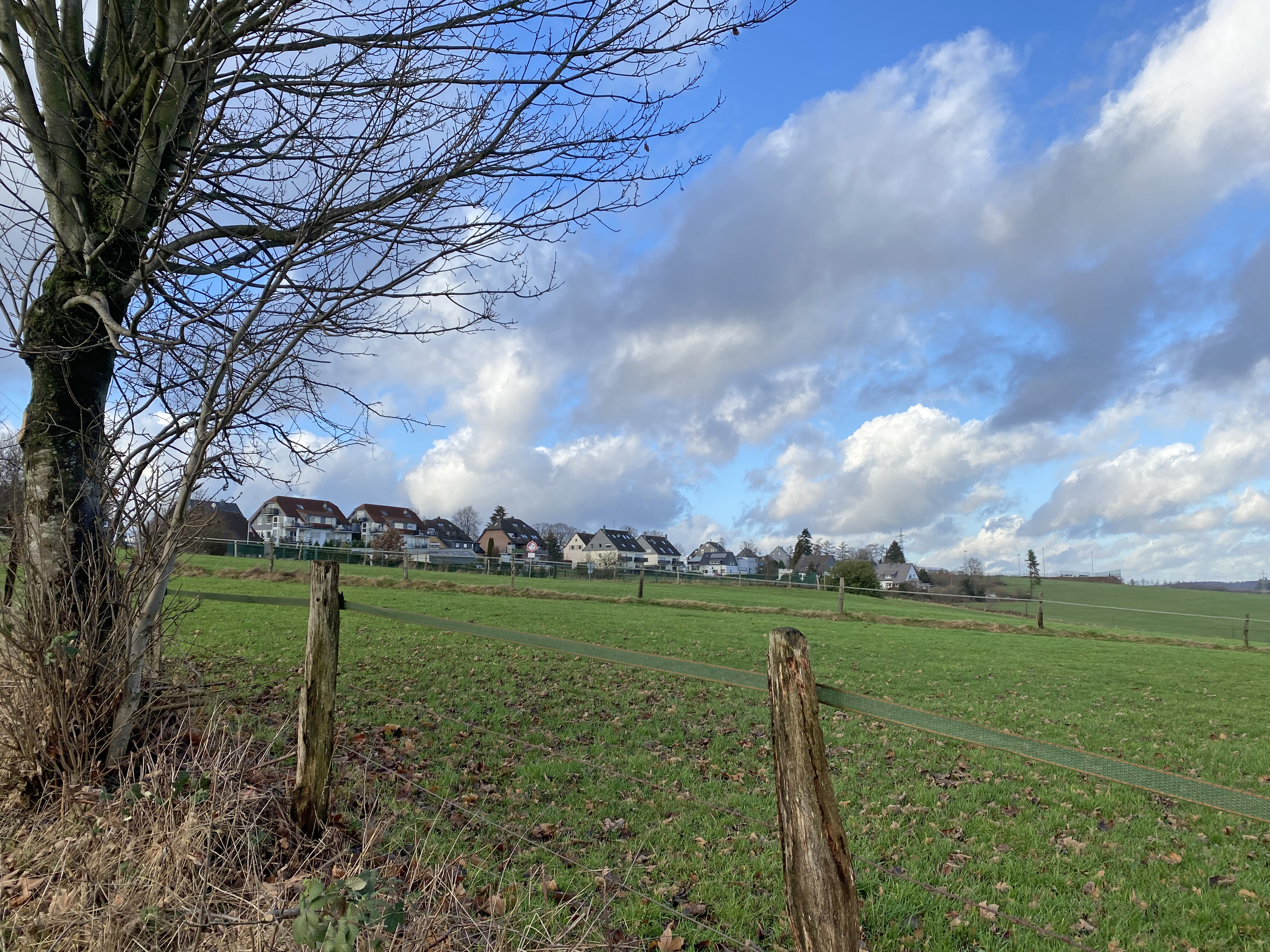
Besiedlung am Hang zum Marscheider Bachtal

## Verkehr und Infrastruktur
Durch das Blombachtal verläuft die Bundesautobahn 1, die von der Blombachtalbrücke überspannt wird und am Ortsrand die Anschlussstelle Wuppertal-Ronsdorf/Lüttringhausen besitzt. Eine weitere Anschlussstelle mit direkter Anbindung der Landesstraße 419 ist projektiert.
Die Schule, das Postamt und das letzte Lebensmittelgeschäft wurden bereits vor Jahren geschlossen. Es gibt zwei Restaurationsbetriebe, eine Tankstelle, ein Gartencenter, einen großen Fachmarkt für Wohnwagen- und Campingzubehör sowie seit wenigen Jahren das Distributionszentrum der Firma WASI.
Die Evangelische Kirchengemeinde Lüttringhausen betreibt an der Linde 83 eine Kindertagesstätte.
Die Stadtgrenze Wuppertal-Remscheid durchquert vor der Autobahnanschlussstelle den Straßenzug Linde, von dem sich der Teil mit den Hausnummern über 100 auf Lüttringhauser Gebiet befindet und größtenteils entlang der Eisenbahnlinie verläuft.

## Vereinswesen
- Der Sportverein „SV Jägerhaus Linde“ besitzt mittlerweile ein ansehnliches Vereinsheim mit einer neuen Sport- und Gymnastikhalle. Die Heimspielstätte, der Sportplatz Linde, hat einen Kunstrasen bekommen.

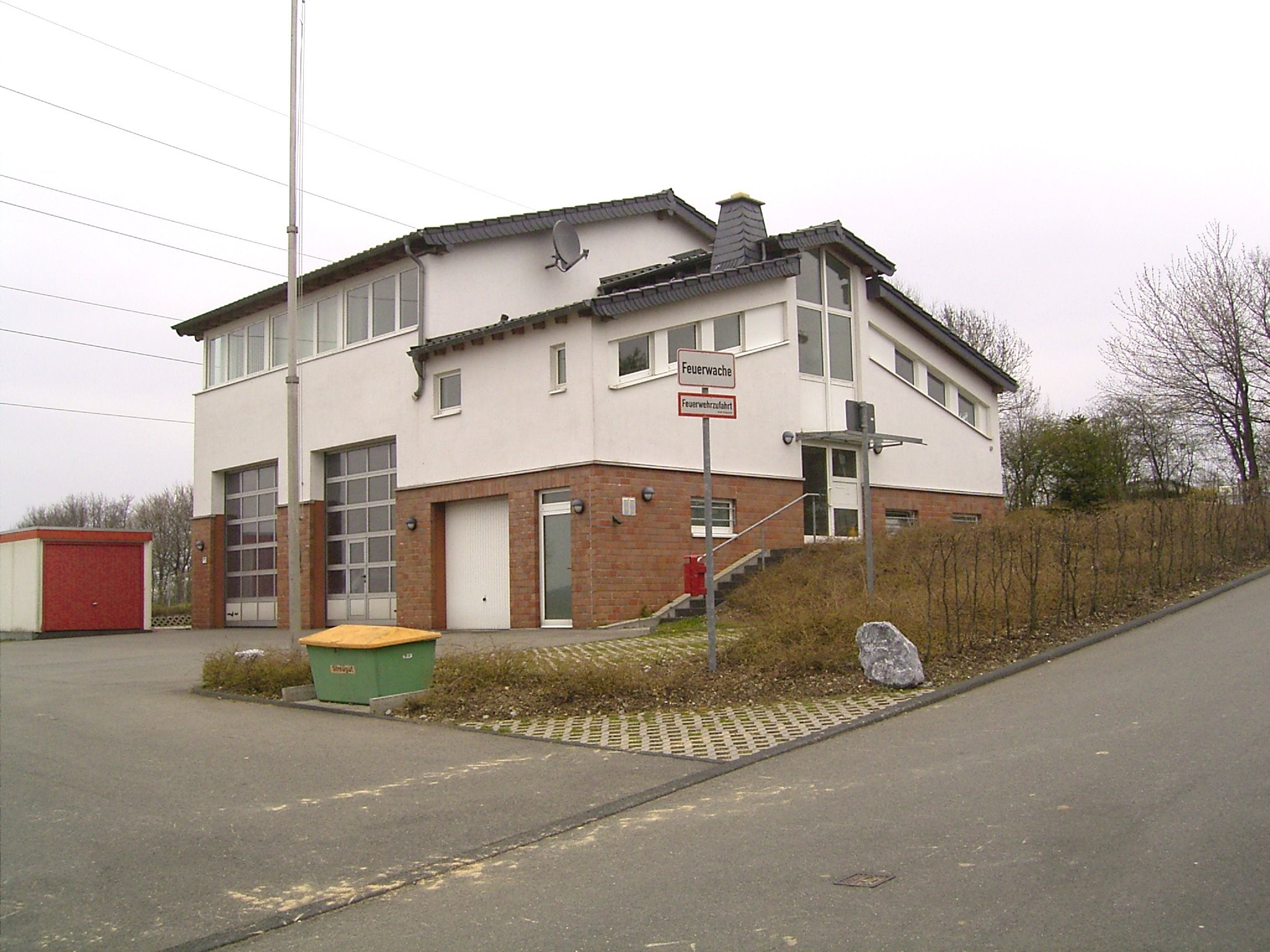
Die Freiwillige Feuerwehr Linde

- Die „Freiwillige Feuerwehr Linde“ ist ausgerüstet für Rettungseinsätze auf der benachbarten Autobahn sowie für „Großschadensfälle“. Die Löscheinheit besitzt mittlerweile ein neues Feuerwehrhaus, das den heutigen Anforderungen entspricht. Es ist jedoch damit zu rechnen, dass der Löschzug in die Freiwillige Feuerwehr Ronsdorf eingegliedert wird.
- Der Bürgerverein Linde, der sich für die Belange der Bürger einsetzt und Osterfeuer, Winterwanderungen, das Fest der Linder Vereine sowie die Feier zum Volkstrauertag und Altenfahrten organisiert.
- Boxerclub e. V. Gruppe Wuppertal
- Taubenverein Linde
- Hundesportclub Wuppertal e. V.[4]